# Sílvio Manuel Pereira
Sílvio Manuel Pereira (ur. 28 września 1987 w Lizbonie) – portugalski piłkarz występujący na pozycji obrońcy w portugalskim klubie Vitória SC. Wychowanek Benfiki, w swojej karierze grał także w takich zespołach jak Odivelas, Rio Ave FC, SC Braga, Atlético Madryt, Deportivo La Coruña, Wolverhampton Wanderers oraz Vitória Setúbal. Były reprezentant Portugalii.